# Cathédrale Notre-Dame-de-l'Assomption de Saint-Pétersbourg
Pour les articles homonymes, voir Cathédrale Notre-Dame et Cathédrale Notre-Dame-de-l'Assomption.
La cathédrale Notre-Dame-de-l'Assomption est une église catholique de Saint-Pétersbourg. De 1873 à 1926, elle avait le statut de pro-cathédrale et était la cathédrale résidentielle de l'archévêque métropolite de Moguilev qui était alors à la tête de l'Église catholique de l'Empire russe. Aujourd'hui, cette église dépend du doyenné de la Russie d'Europe septentrionale, affilié à l'archidiocèse de Russie d'Europe, dont le siège est à Moscou (son archevêque est Mgr Paolo Pezzi). Elle est située derrière le bâtiment abritant actuellement le séminaire catholique Marie Reine des Apôtres (par où on accède à la cathédrale) et l'arrière de l'édifice donne sur le jardin polonais. Elle n'est donc pas visible de la rue.

## Histoire
En 1849, la résidence de l'archevêque de Moguilev (en Russie blanche) est transférée à Saint-Pétersbourg, capitale de l'Empire, nonobstant le fait que l'archevêque continuait à porter le titre d'archevêque de Moguilev. La cathédrale fut construite de 1870 à 1873 par les architectes Sobolchtchikov et Vorotilov. La cathédrale fut agrandie dans les années 1890 et pouvait contenir 1 500 places. La résidence de l'archevêque située contre la cathédrale fut transformée en séminaire en 1900, tandis que l'archevêque déménageait dans une nouvelle résidence au bord du canal de la Fontanka (N°118).
À la veille de la Révolution d'Octobre, la communauté paroissiale de ND de l'Assomption comptait environ vingt mille fidèles. L'académie impériale de théologie de Saint-Pétersbourg ferma en 1918 et des tentatives de fermer la cathédrale eurent lieu dans les années 1920, mais la communauté paroissiale résista jusqu'en 1930, lorsqu'elle fut finalement dispersée et la cathédrale sécularisée.
Le bâtiment fut bombardé pendant la guerre, puis restauré dans les années 1940-1950 pour être transformé en immeuble de bureaux.
C'est au début des années 1990 que l'ancienne cathédrale fut le lieu à nouveau de cérémonies catholiques. La paroisse fut enregistrée officiellement en 1994 et, en septembre 1995, les bâtiments furent rendus à l'Église catholique de Russie, tandis que le séminaire rouvrait.